# Bill Watrous
Bill Watrous (8. června 1939 Middletown, Connecticut – 2. července 2018) byl americký jazzový pozounista. V letech 1962–1967 hrál s Kai Windingem a od roku 1965 působil v televizním pořadu Merva Griffina. V roce 1971 působil v kapele Ten Wheel Drive hrající jazz fusion. Během své kariéry vydal řadu alb jako leader a spolupracoval s dalšími hudebníky, mezi které patří Jimmy Witherspoon, Milton Nascimento, Kenny Burrell nebo Paul Desmond.